# Ікута-Мару
Ікута-Мару (Ikuta Maru) — судно, яке під час Другої світової війни взяло участь у операціях японських збройних сил на Маршаллових островах та островах Гілберта.

## Передвоєнна історія
Ікута-Мару спорудили в 1936 році на верфі компанії Mitsubishi в Йокогамі на замовлення Nippon Yusen Kaisha.
У 1941-му судно реквізували для потреб Імперського флоту Японії та переобладнали в канонерський човен. Під час модернізації на Ікута-Мару встановили одну 200-мм та чотири 120-мм гармати, одну спарену 13-мм кулеметну установку Тип 93 та один 7,7-мм кулемет, пристрої для скидання глибинних бомб (запас останніх складав 12 одиниць) та тралення.
Уся воєнна служба Ікута-Мару виявилась пов'язаною зі східною Мікронезією. Вже у липні 1941-го зафіксоване його перебування на Маршаллових островах на атолі Еніветок, а щодо серпня, вересня, жовтня та листопада відомо про заходи або перебування Ікута-Мару на атолі Кваджелейн.

## Воєнна служба у Мікронезії
Уже після вступу Японії у Другу світову війну, щонайменше з другої половини грудня 1941-го та до кінця травня 1942-го, Ікута-Мару працював на іншому атолі Маршаллових островів — Джалуїті.
17 серпня 1942-го американський загін здійснив рейд на передову базу японської авіації на Макіні (острови Гілберта), знищивши більшу частину розміщеного тут незначного гарнізону. Японське командування почало підсилювати цей сектор, зокрема 11—12 вересня частина бійців 6-го батальйону морської піхоти ВМБ Йокосука відбула з Джалуїту на Ікута-Мару та Каторі-Мару, які 13—14 вересня доправили їх на Макін.
4—7 березня 1943-го Ікута-Мару виконав перевезення 76 військовослужбовців 111-го квартирувального загону з атола Тарава (саме тут після рейду на Макін облаштували головну базу японців на островах Гілберта) до острова Науру. 27—30 березня 1943-го Ікута-Мару виконав ще один рейс з Тарави на Науру, доправивши три сотні бійців 6-го батальйону морської піхоти ВМБ Йокосука.
Станом на початок січня 1944-го Ікута-Мару перебував на атолі Кваджелейн. 12 січня під час нальоту літаків Consolidated PB4Y-2 корабель був уражений та затонув.